# باشگاه فوتبال کاوه شهرداری ورامین
باشگاه فوتبال کاوه شهرداری ورامین یکی از باشگاه‌های فوتبال ایران در ورامین است. این تیم در سال ۱۳۹۶ در لیگ دسته سوم فوتبال ایران حضور داشت.